# Temuera Morrison
Temuera Derek Morrison (Rotorua, Isla Norte; 26 de diciembre de 1960) es un actor neozelandés de ascendencia maorí. Es reconocido por interpretar a los soldados clon en la franquicia de películas y series Star Wars.

## Carrera
Su primer papel protagónico importante fue en Once Were Warriors (1994), película neozelandesa de Lee Tamahori, premiada en diversos festivales internacionales. Además, es conocido por su papel como Jango Fett en Star Wars: Episode II - Attack of the Clones (2002) y como el Comandante Cody en Star Wars: Episode III - Revenge of the Sith. En 2018 apareció en la película Aquaman, en el papel del padre del protagonista.
En 2020 aparece en la serie The Mandalorian, de Disney+, en el papel de Boba Fett, hijo clonado del personaje que ya había interpretado en las películas de Star Wars, Jango Fett. En 2022, de la mano de Disney +, se emitió la miniserie protagonizada por él: El Libro de Boba Fett.

## Filmografía selecta

### Cine y televisión
- Once Were Warriors (1994)
- La isla del Dr. Moreau (1996)
- Barb Wire (1996)
- Speed 2: Cruise Control (1997)
- Seis días y siete noches (1998)
- El amor y la furia 2 (1999)
- Límite vertical (2000)
- Star Wars: Episode II - Attack of the Clones (2002)
- Star Wars: Episode V - The Empire Strikes Back (2004) (edición especial) (voz)
- Star Wars: Episode III - Revenge of the Sith (2005)
- River Queen (2006)
- The Marine 2 (2009)
- Tracker (2010)
- Linterna Verde (2011)
- Spartacus: Gods of the Arena (2011)
- Tatau (2015)
- Moana (2016)
- Aquaman (2018)
- Dora y la ciudad perdida (2019)
- The Mandalorian (2020)[2]
- The Book of Boba Fett (2021-2022)[3]
- Obi-Wan Kenobi (2022)
- Echo 3 (2022-2023)[4]
- Aquaman y el Reino Perdido (2023)
- Ahsoka (2023)